# پایا (هاوایی)
پایا (به انگلیسی: Paia) یک منطقهٔ مسکونی در ایالات متحده آمریکا است که در شهرستان ماویی، هاوایی واقع شده‌است. پایا ۱۹٫۳ کیلومتر مربع مساحت و ۲٬۶۶۸ نفر جمعیت دارد و ۷۰ متر بالاتر از سطح دریا واقع شده‌است.